# Viktor Ripatti
Viktor Ripatti, född 22 juni 1876 i Kronstadt, död 5 maj 1918 i Viborg, var en finsk rödgardist kallad "Skomakargeneralen".
Ripatti blev skomakare i S:t Michel 1886. Han var Finska gardets musikstudent och musikunderofficer till 1901, då gardet upplöstes. Han var därefter fångvaktare och skomakare i Villmanstrand mellan 1902 och 1904. Mellan 1904 och 1918 var han arbetsledare. Åren 1905–1906 vistades han i Helsingfors, och 1908–1909 i Kotka. Han var medlem i Villmanstrands arbetarförening 1904–1918.
År 1905 var han chef för storstrejkskommittén och röda gardet i Villmanstrand. 1917-18 var han medlem i arbetarföreningens ordningsgardes och röda gardets styrelse. 
Under finska inbördeskriget var han frontstabens chef i Villmanstrand och kommendör för fronten i Joutseno. Han deltog i försvaret av Viborg. Avrättades där samtidigt med Viborgs stabschef J. E. Latukka och Ripattis stabsmedlem, redaktör Emil Lehén. 